# Dendropsophus werneri
Dendropsophus werneri е вид земноводно от семейство Дървесници (Hylidae).

## Разпространение
Видът е разпространен в Бразилия.